# Stanisław Orzeł
Stanisław Orzeł (ur. 19 marca 1911 w Chybicach, zm. 14 stycznia 1978 w Rzeszowie) – polski pisarz.

## Życiorys
Pochodził z wielodzietnej rodziny chłopskiej. Po nauce w szkole powszechnej w rodzinnej wsi Chybice ukończył Seminarium Nauczycielskie i od roku 1931 pracował jako nauczyciel języka polskiego, najpierw w szkole żydowskiej w Ostrowcu, której był też kierownikiem, potem na Polesiu. W latach 1936-39 studiował w Szkole Nauk Politycznych w Wilnie, wtedy też ożenił się z nauczycielką Bronisławą Stalą. Miał podjąć pracę na placówce dyplomatycznej, ale uniemożliwił mu to wybuch II wojny światowej. Po zajęciu Wileńszczyzny przez armię sowiecką początkowo był tam nauczycielem, potem trafił do Brześcia nad Bugiem, gdzie pracował. Działał w konspiracji, w Związku Walki Zbrojnej, potem w Armii Krajowej, był komendantem i zastępcą komendanta Obwodu Poleskiego. Po wojnie zamieszkał w rodzinnym mieście żony – Tarnobrzegu, gdzie ponownie pracował jako nauczyciel.
Działalność literacką zaczął od publikowania w tygodniku „Wieś” swoich pamiętników z dzieciństwa. W latach 1952-57 otrzymał bezpłatny urlop przeznaczony na twórczość literacką, jako pisarz nurtu wiejskiego współpracował z Ludową Spółdzielnią Wydawniczą. Napisał w tym czasie trzy pierwsze powieści: Pod Łysicą i Chmurne lata oparte były na przeżyciach autora z dzieciństwa i młodości, ich treść (trudny awans życiowy bohatera o wiejskim pochodzeniu) przystawała do nurtu socrealizmu, zostały więc szybko wydane; Kamienista droga była typową powieścią socrealizmu, najsłabszą. Po urlopie nie uzyskał już pracy jako nauczyciel i pracował w przemyśle wydobycia siarki, m.in. redagując zakładowe pismo. Był lokalnym działaczem we władzach powiatu i organizacjach ówczesnego okresu, otrzymywał odznaczenia państwowe. Był też członkiem Związku Literatów Polskich i tworzył jego Oddział w Rzeszowie, został jego wiceprezesem.
Po latach przerwy, w 1969 r. Stanisław Orzeł wydał odmienną w stosunku do reszty swojej twórczości powieść Zbój świętokrzyski. Jej treść powiązał ze swoją rodzinną wsią Chybice, ale akcja powieści rozgrywa się w czasach Władysława Łokietka i na tle wątku typowo historycznego (związanego m.in. z wojną z Krzyżakami i bitwą pod Płowcami) przedstawiona została skomplikowana zagadka kryminalna i wątki romantyczne. Powieść ta ze wszystkich dzieł pisarza okazała się najlepsza, przyniosła mu uznanie czytelników.
W 1976 pisarz przeszedł na emeryturę, a zmarł 14 stycznia 1978 r. w Rzeszowie wskutek wypadku, pochowany został w Tarnobrzegu. Przed śmiercią ukończył piątą powieść, Ziarno i ciernie, ponownie należącą do nurtu wiejskiego, ale została ona odnaleziona przez jego córkę w materiałach pozostawionych przez pisarza dopiero po wielu latach i wydana w 2019 r.

## Powieści
- Pod Łysicą (1951)
- Kamienista droga (1954)
- Chmurne lata (1956)
- Zbój świętokrzyski (1969)
- Ziarno i ciernie (ukończona 1977, wyd. 2019)

## Odznaczenia
- Krzyż Kawalerski Orderu Odrodzenia Polski (1972)
- Złoty Krzyż Zasługi
- Medal "Zasłużony dla województwa rzeszowskiego"